# Antoine Semenyo
Antoine Serlom Semenyo (* 7. ledna 2000 Londýn) je ghanský profesionální fotbalista, který hraje na pozici útočníka či křídelníka za anglický klub AFC Bournemouth a za ghanský národní tým.

## Klubová kariéra

### Bristol City
V roce 2017 nastoupil Semenyo do akademie Bristolu City. Semenyo debutoval za Bristol City v posledním kole sezony 2017/18, kdy nastoupil jako náhradník za Lloyda Kellyho v druhém poločase zápasu s Sheffieldem United (výhra 3:2).
Dne 18. července 2018 odešel Semenyo na hostování do velšského Newportu County do konce sezony 2018/19. Následující sezónu začal v Bristolu, ale v podzimní části nedostával na hřišti prostor, a tak v lednu 2020 zamířil na půlroční hostování do třetiligového Sunderlandu.
V sezóně 2020/21 hrál Semenyo stabilně v dresu Bristolu City, odehrál padesát soutěžních zápasů, v nichž vstřelil pět gólů a na dalších sedm přihrál. Svou střeleckou formu si přenesl i do ročníku 2021/22, kdy v 31 ligových zápasech se podílel na 20 brankách (8 gólů + 12 asistencí). Získal také ocenění pro nejlepšího hráče EFL Championship za leden 2022, když vstřelil tři góly a získal tři asistence.
Semenyo Bristol City opustil po 5 letech v lednu 2023. Během svého působení v klubu odehrál přes 120 soutěžních utkání, v nichž vstřelil 21 branek.

### Bournemouth
Dne 27. ledna 2023 přestoupil Semenyo do prvoligového Bournemouthu, se kterým uzavřel smlouvu na čtyři a půl roku. V anglické nejvyšší soutěži debutoval 4. února při prohře 0:1 s Brightonem. Svůj první gól v klubu vstřelil 30. dubna, kdy brankou pomohl k výhře 4:1 nad Leedsem.

## Reprezentační kariéra
Semenyo se narodil v Anglii a je ghanského původu. V ghanské reprezentaci debutoval 1. června 2022 při vítězství 3:0 nad Madagaskarem v kvalifikaci na Africký pohár národů 2023.
V listopadu 2022 byl Semenyo zařazen do 26členného ghanského týmu pro mistrovství světa 2022 v Kataru. Na závěrečném turnaji nastoupil jako náhradník do dvou utkání základní skupiny proti Portugalsku a Uruguayi.